# Греко-буддистское искусство
Греко-буддистское искусство — смежное художественное течение, одно из проявлений греко-буддизма — синкретической идеологии на стыке греческой культуры и религии буддизма, возникшей и развивавшейся на протяжении менее чем тысячелетия между походом Александра Великого в IV веке до нашей эры и исламской экспансией в VII веке. Греко-буддистское искусство характеризуется сильной степенью идеалистического реализма и чувственной трактовкой сюжетов эллинистического искусства.
Истоки греко-буддистского искусства находятся во временах эллинистического Греко-бактрийского царства, располагавшегося на востоке бывшей державы Ахеменидов (современные Афганистан и Пакистан), откуда эллинистическая культура проникла на Индийский субконтинент с установлением Индо-греческого царства. В правление индо-греков и затем кушанов взаимодействие греческой и буддисткой культур породило искусство гандхарской школы, заметно повлиявшей на искусство Индии в период правления династии Гуптов, а затем — на искусство Юго-Восточной Азии. Значительное влияние отмечается в Центральной Азии (монастыри в Таримской впадине) и в чуть меньшей степени — в странах Дальнего Востока.

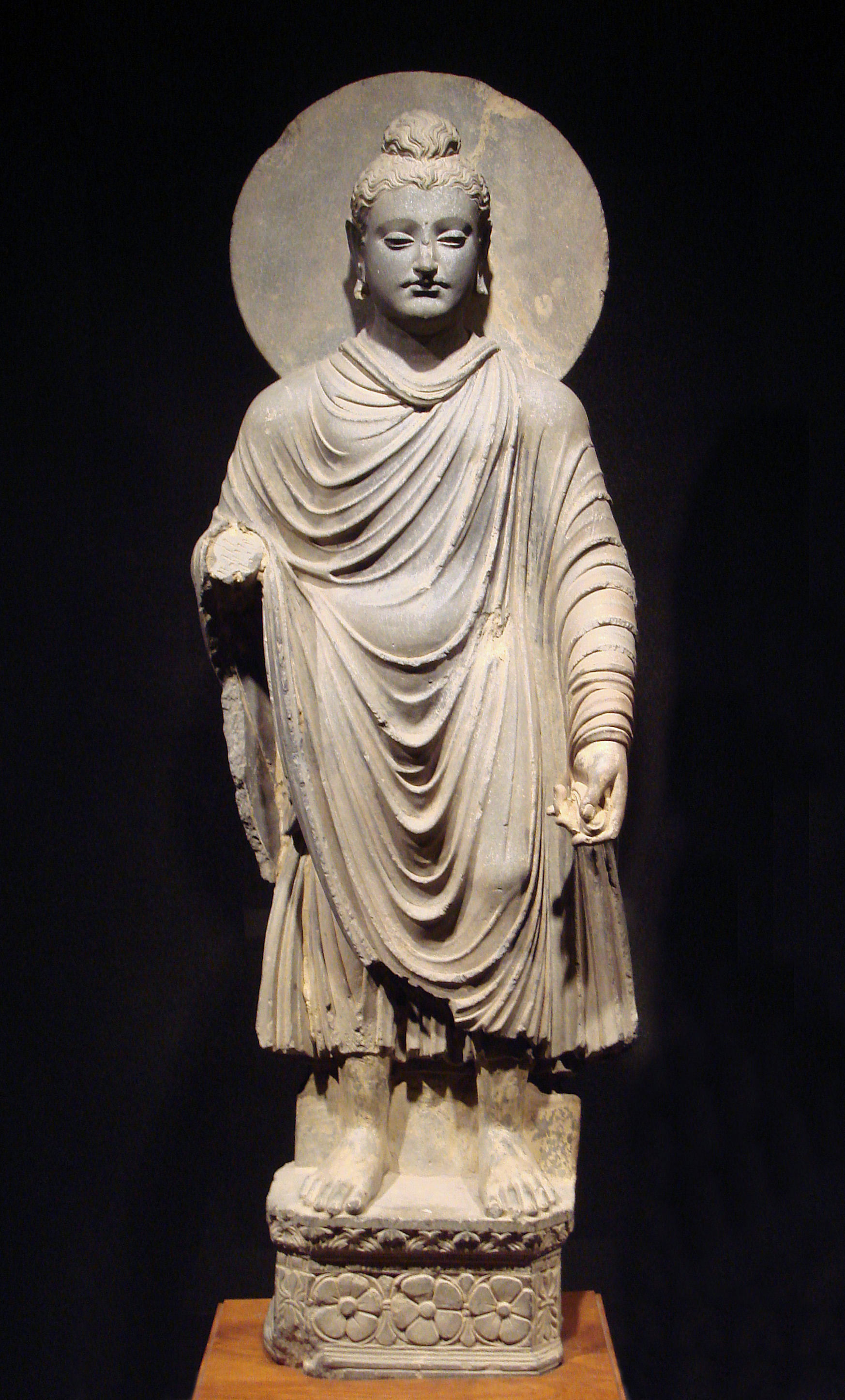
Будда из Гандхары, I-II век н. э.
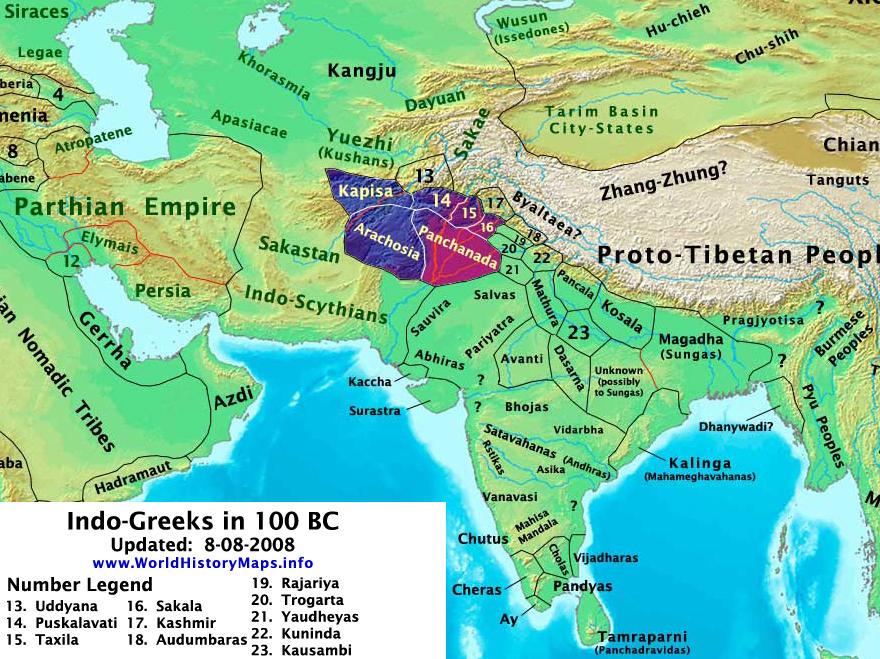
Индо-греческие царства в 100 г. до н. э.
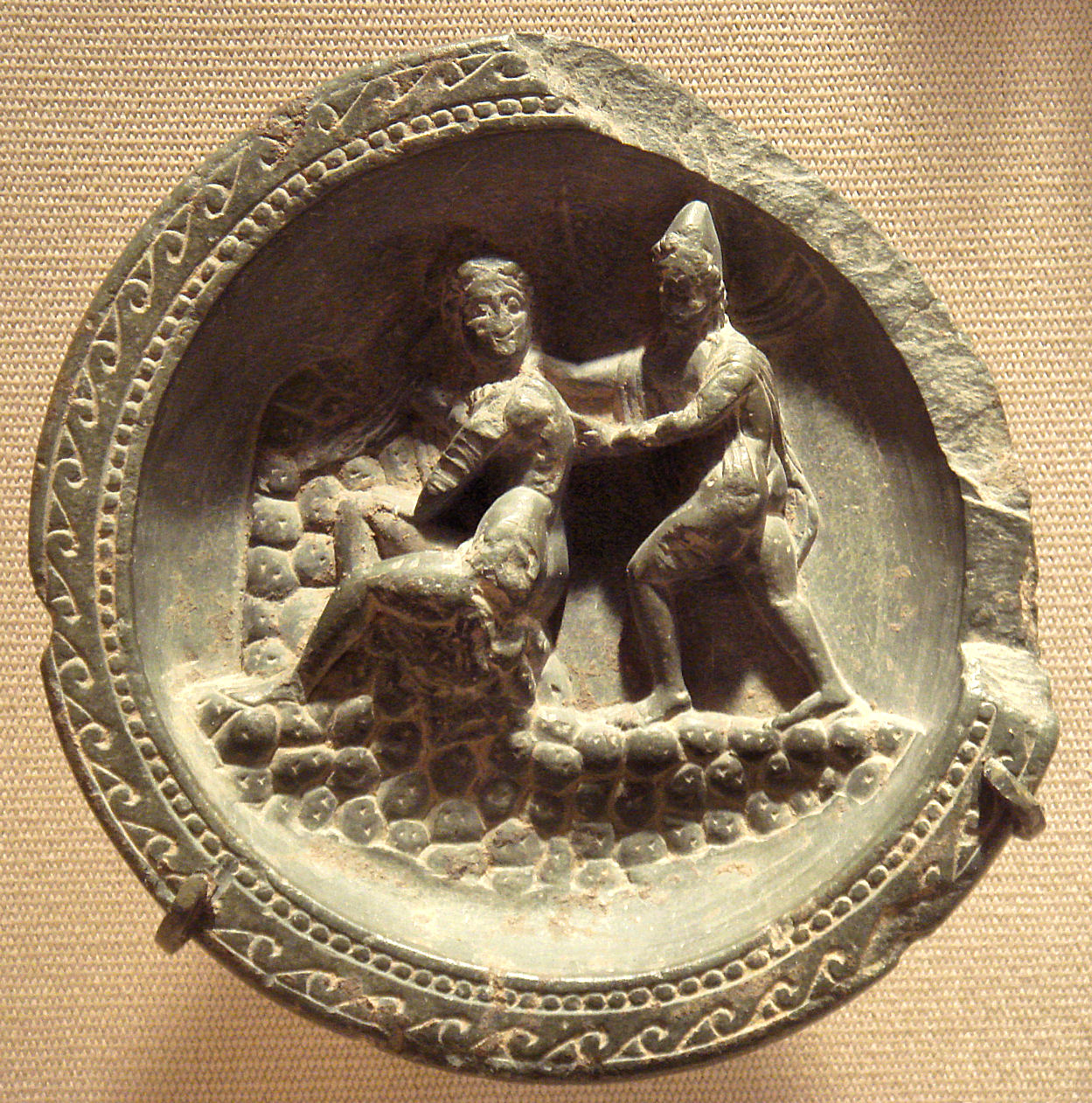
Аполлон и Дафна
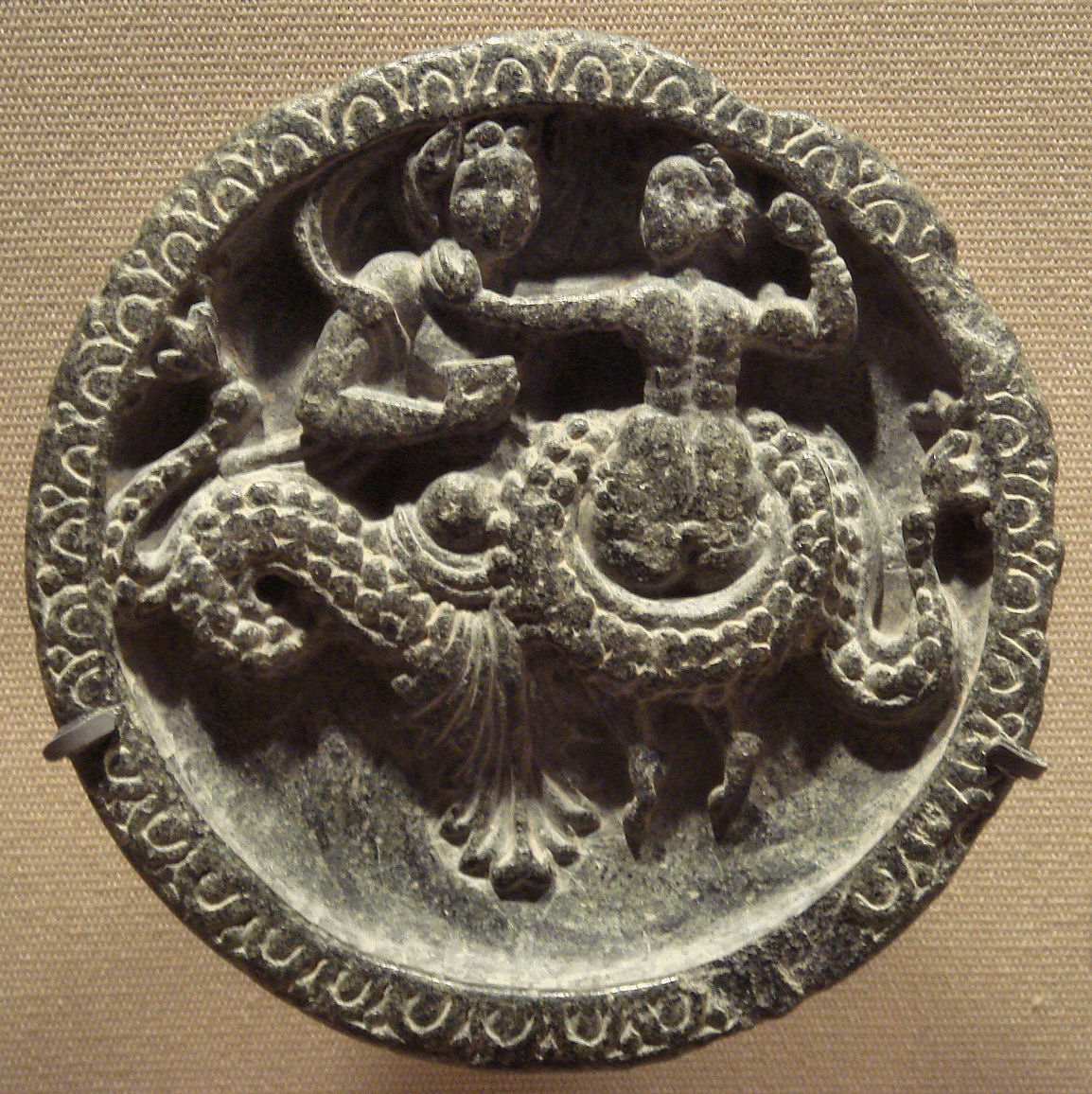
Пара с морским змеем
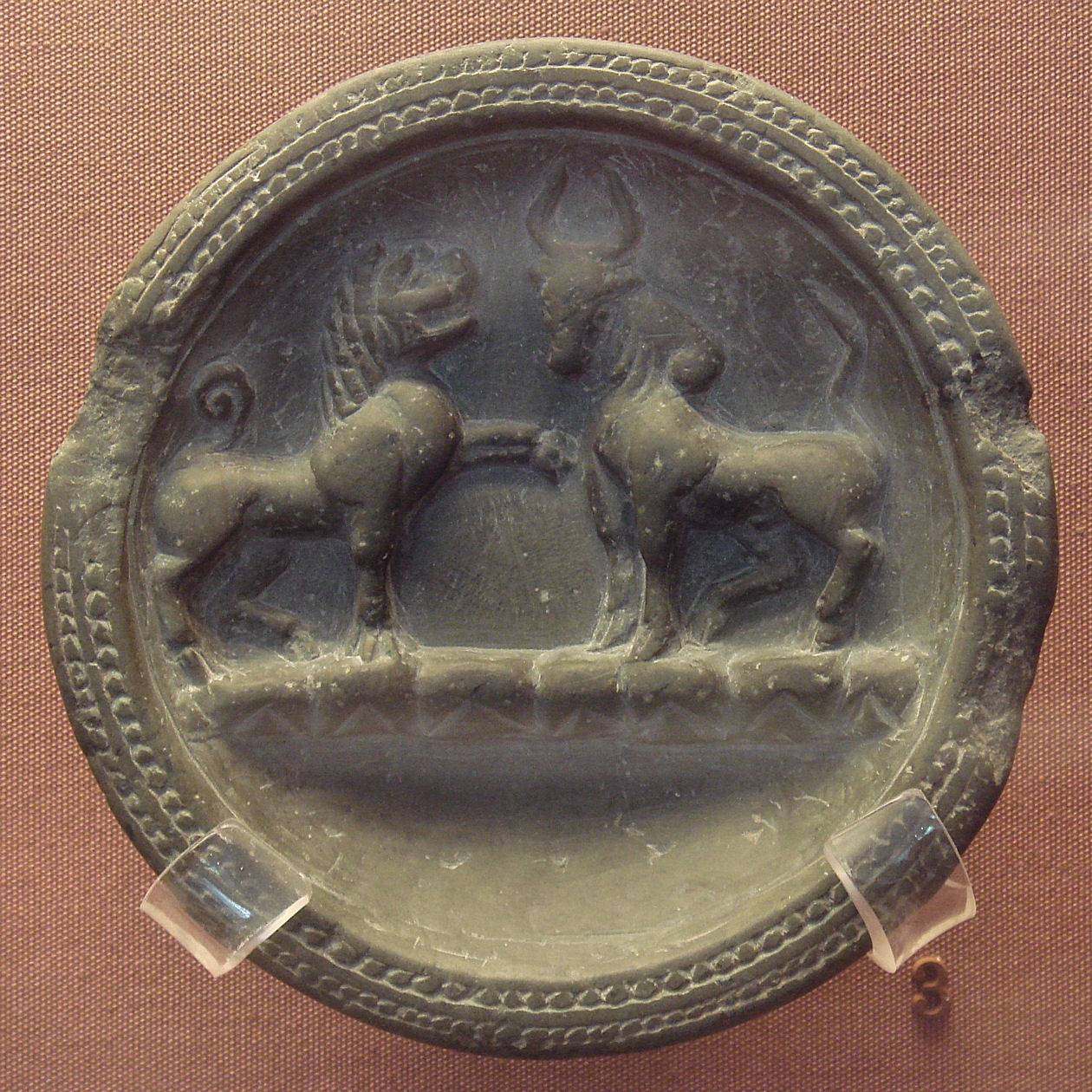
Дружелюбные животные
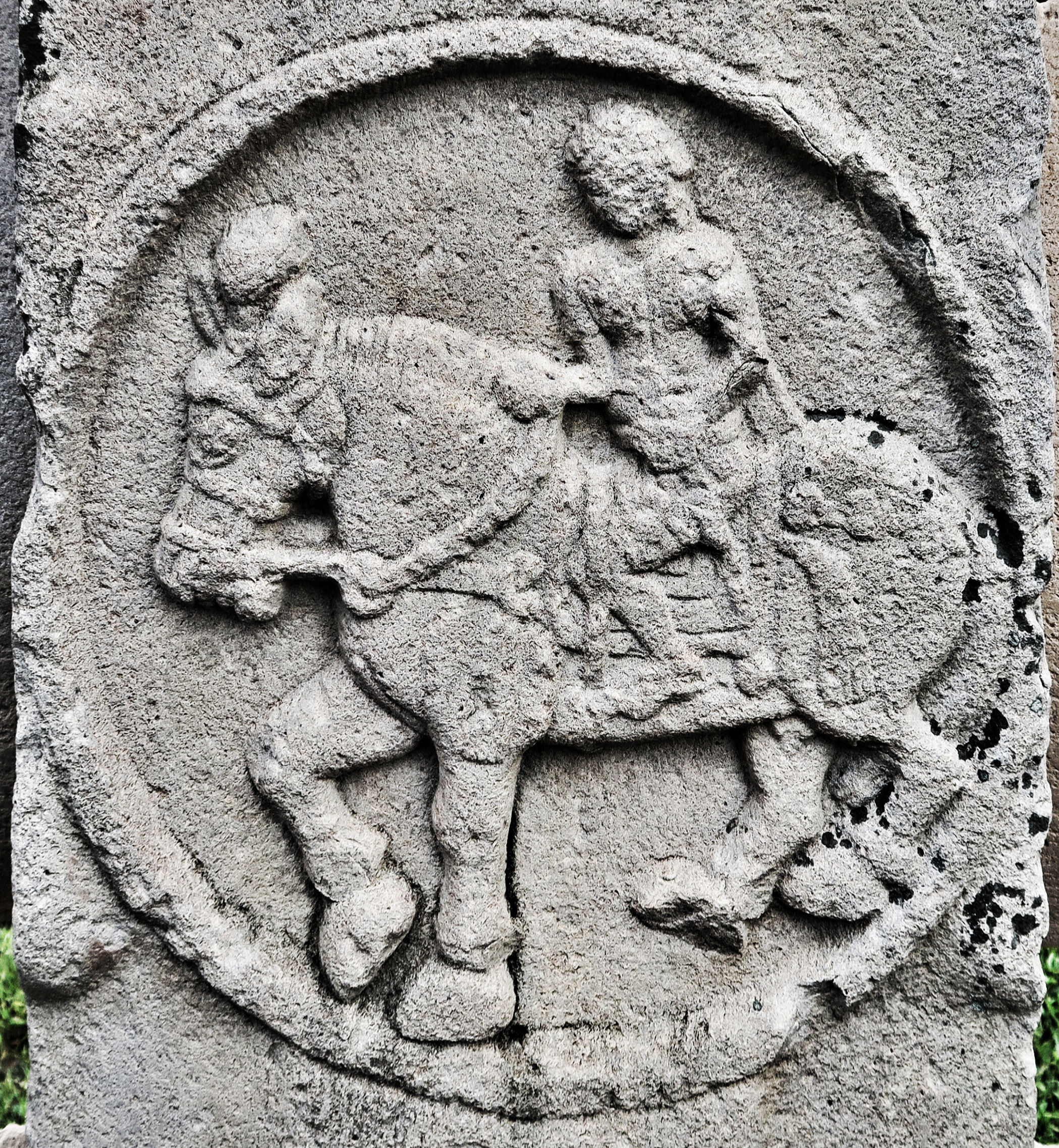
Иностранец на лошади. Медальоны датируются примерно 115 годом до нашей эры[5].
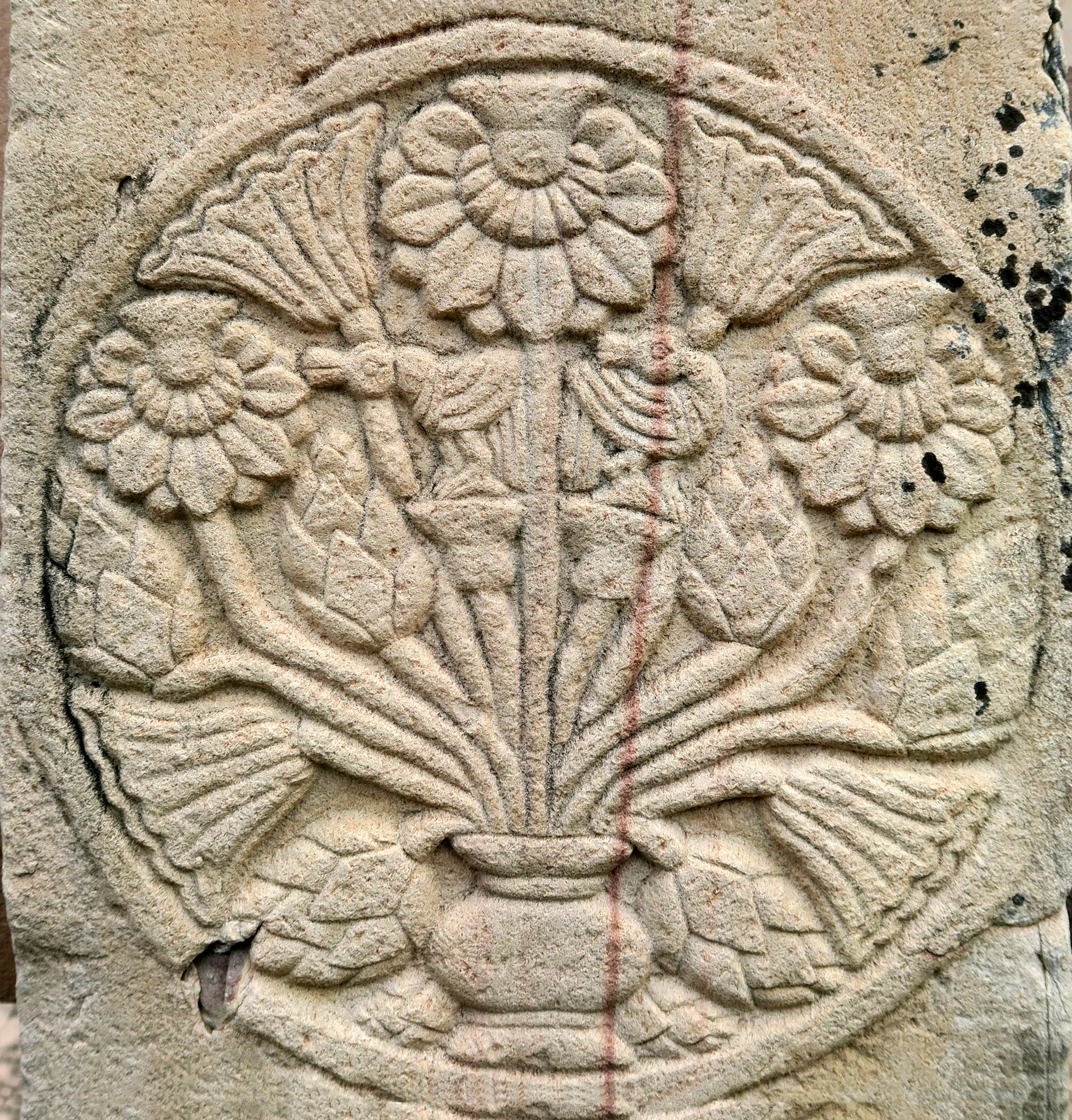
Цветочный мотив
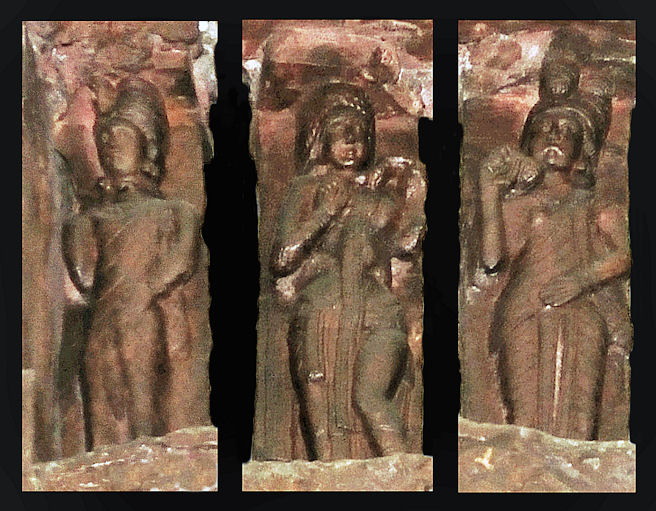
Статуи на архитравах ворот торана, связанные со знаками кхароштхи. 100-75 гг. до н. э.
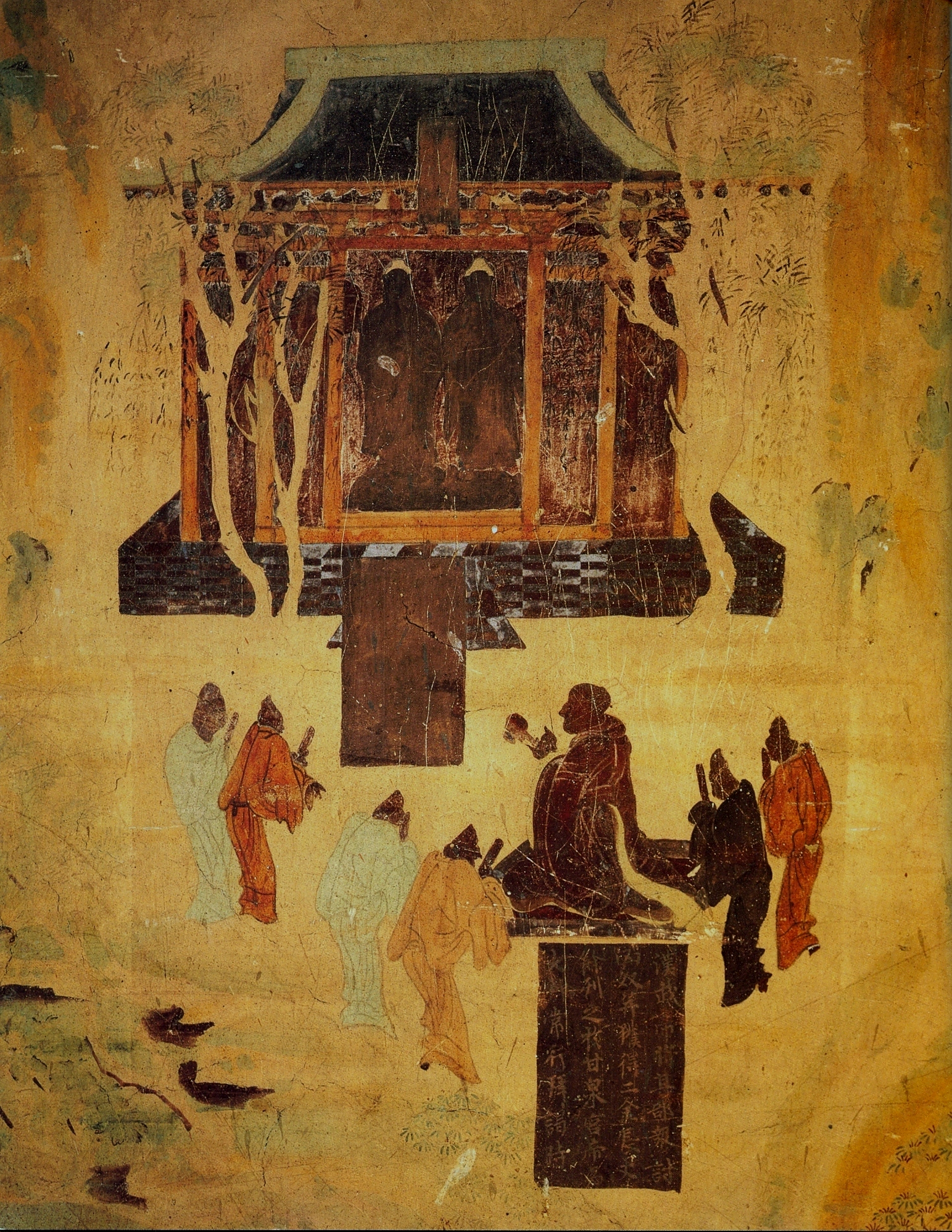
Фреска с изображением императора У-ди (156–87 гг. до н. э.), поклоняющегося двум статуям Будды, пещеры Могао, Дуньхуан, ок. VIII век н. э.
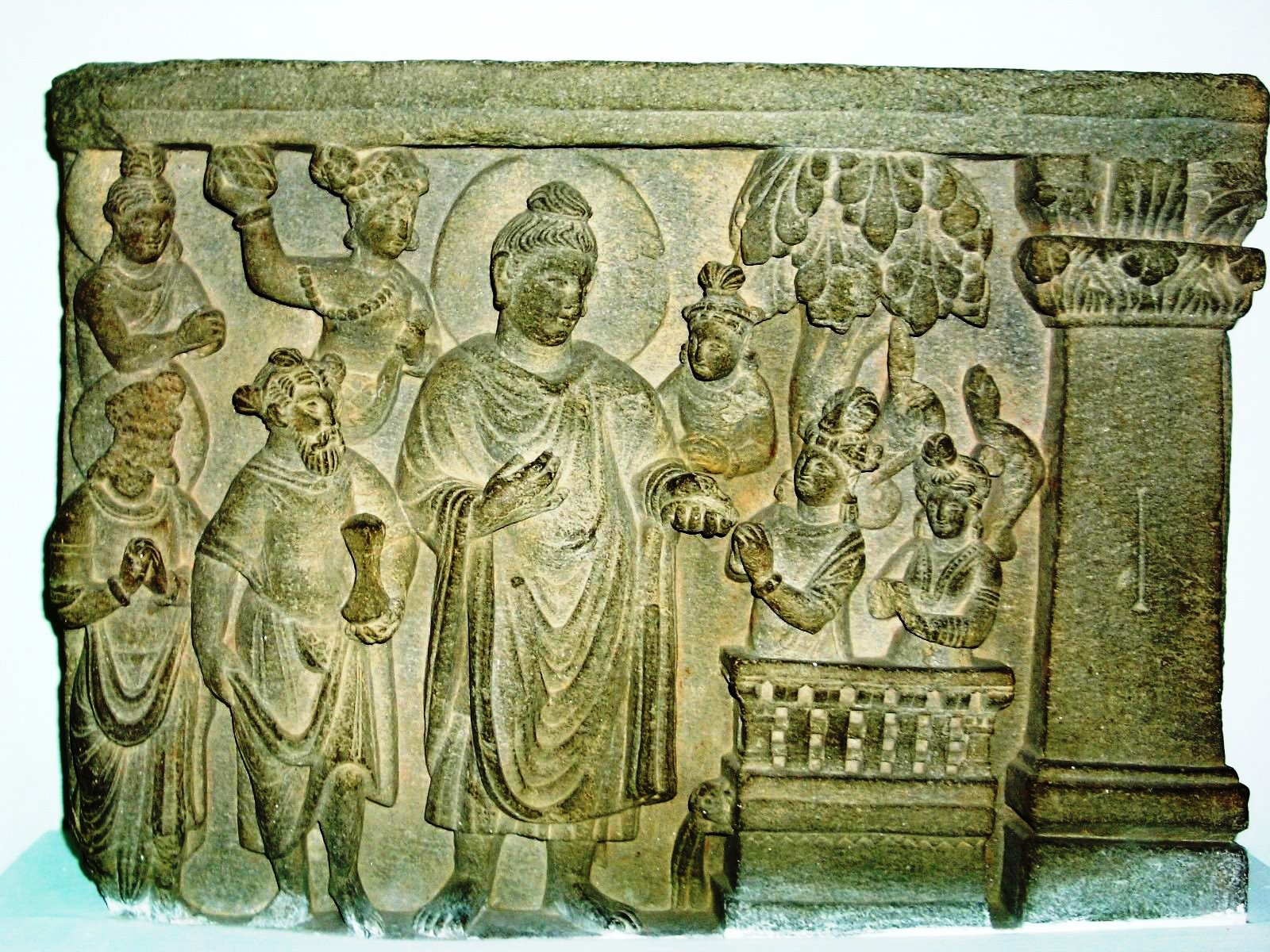
Учение Будды. Кушанский период. Национальный музей, Дели. 2004 г.
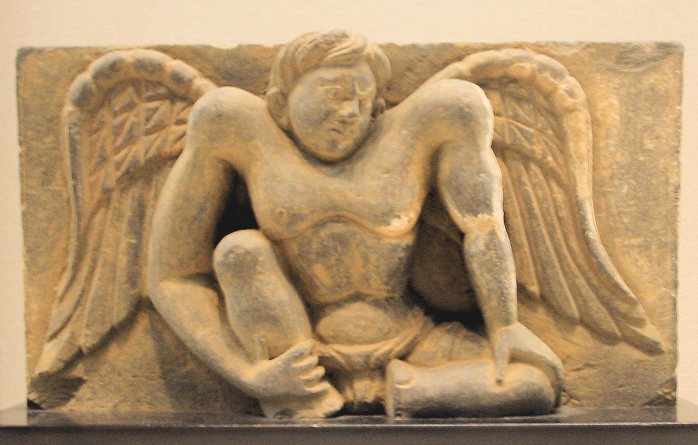
Крылатый Аталант
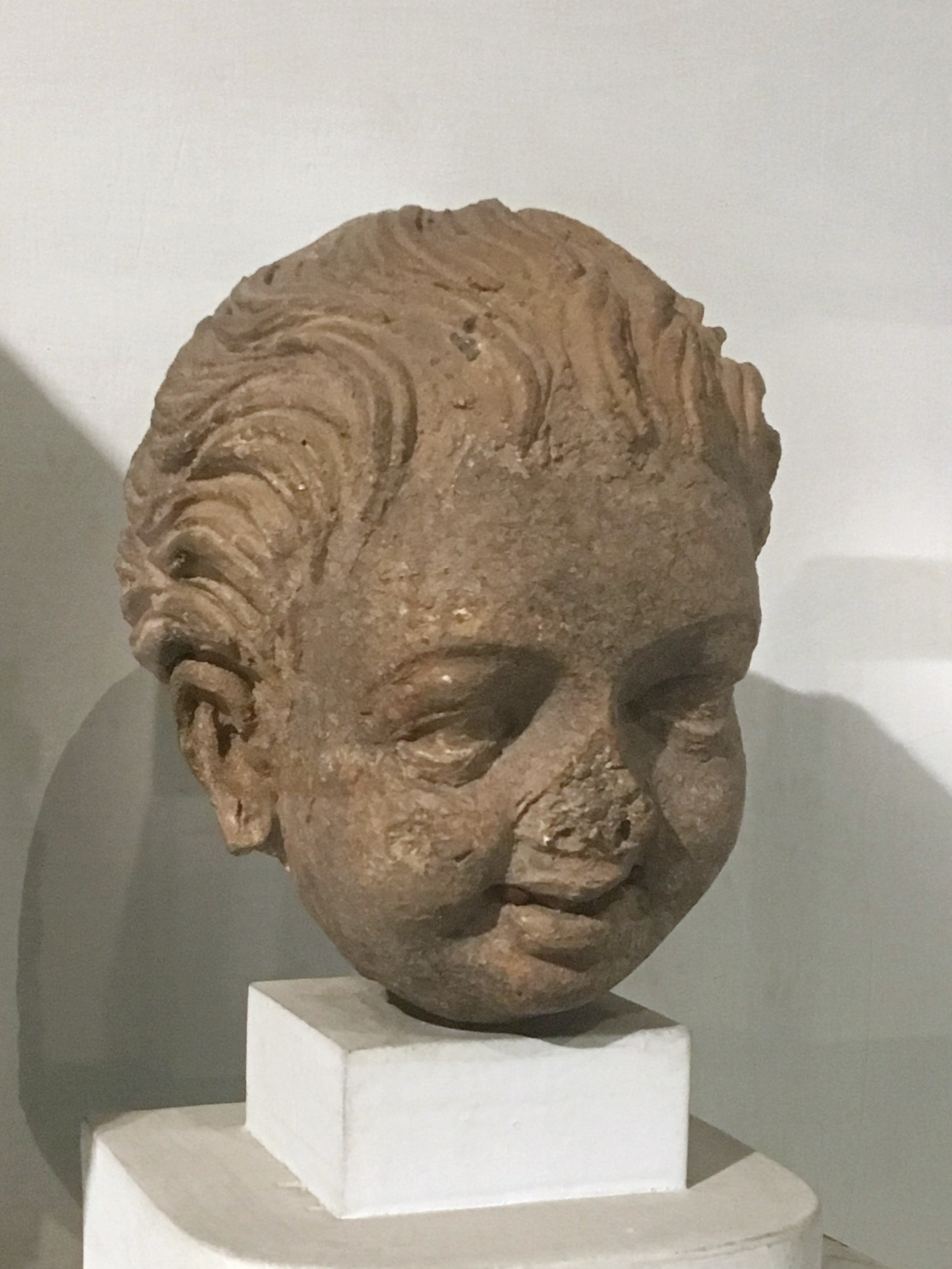
«Смеющийся мальчик» из Хадды
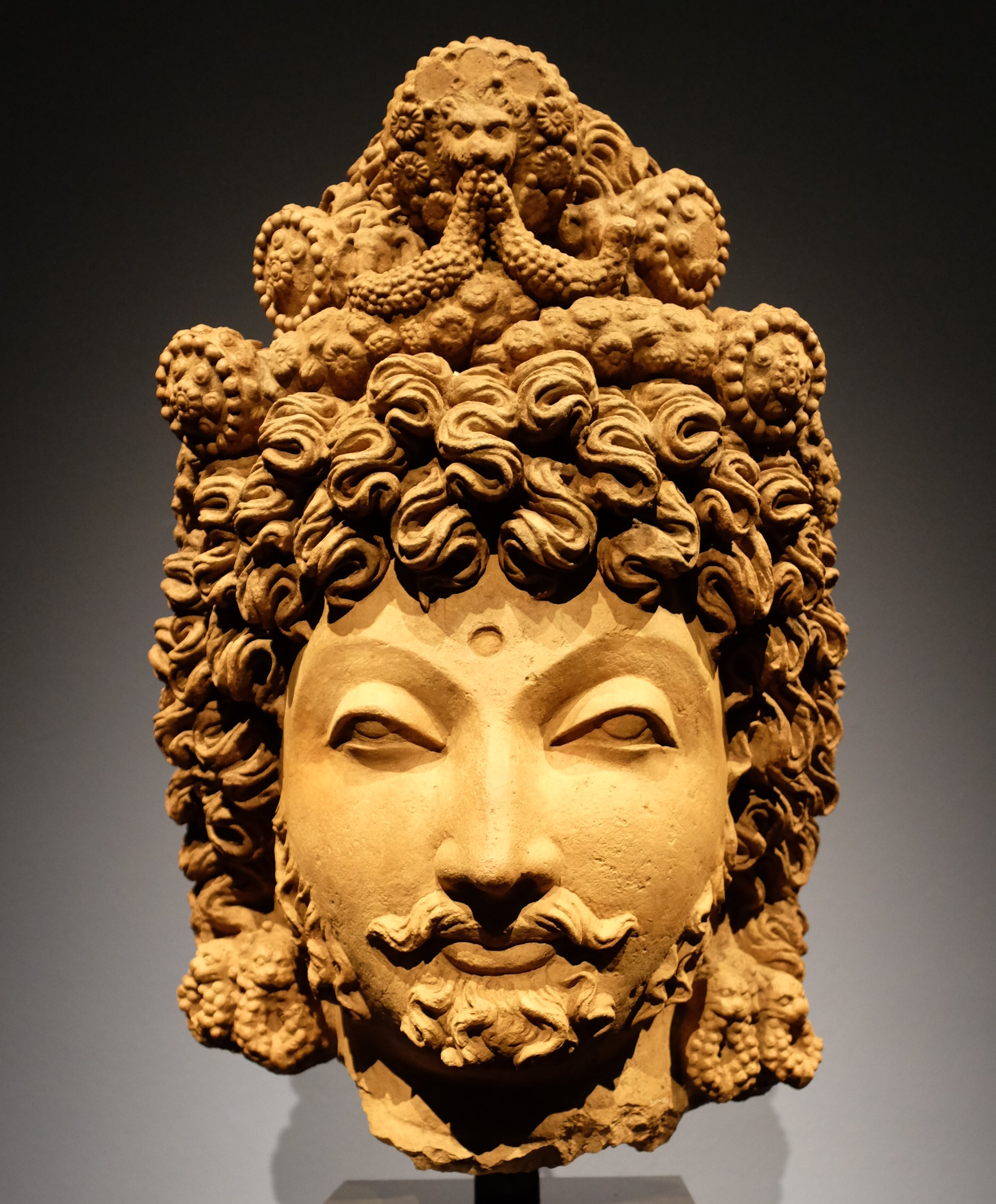
Голова бодхисаттвы. Гандхара, ок. IV века
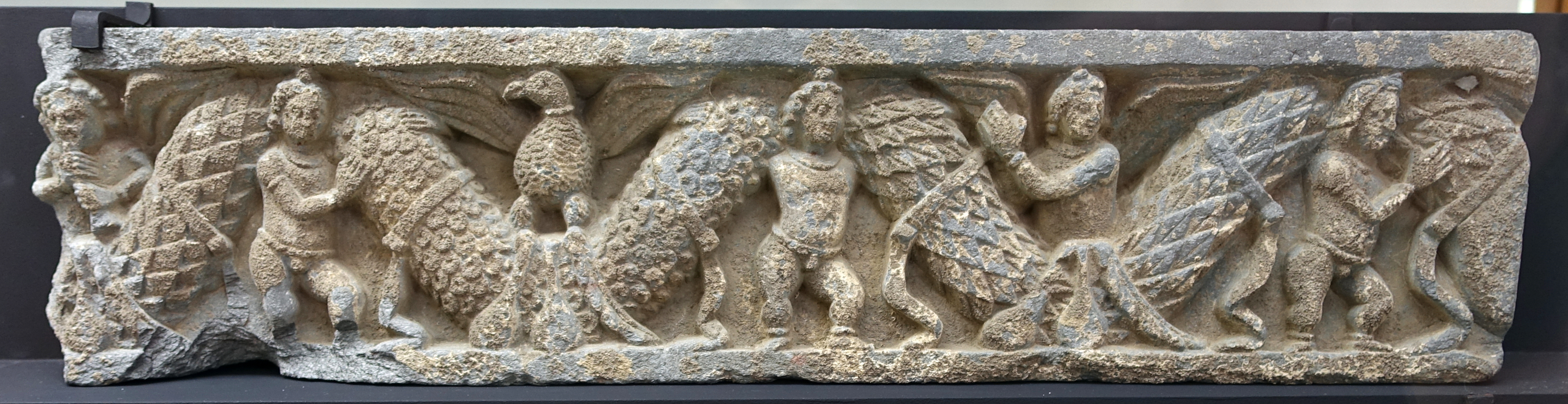
Гирляндоносцы, Гандхара, ок. II-III века нашей эры.
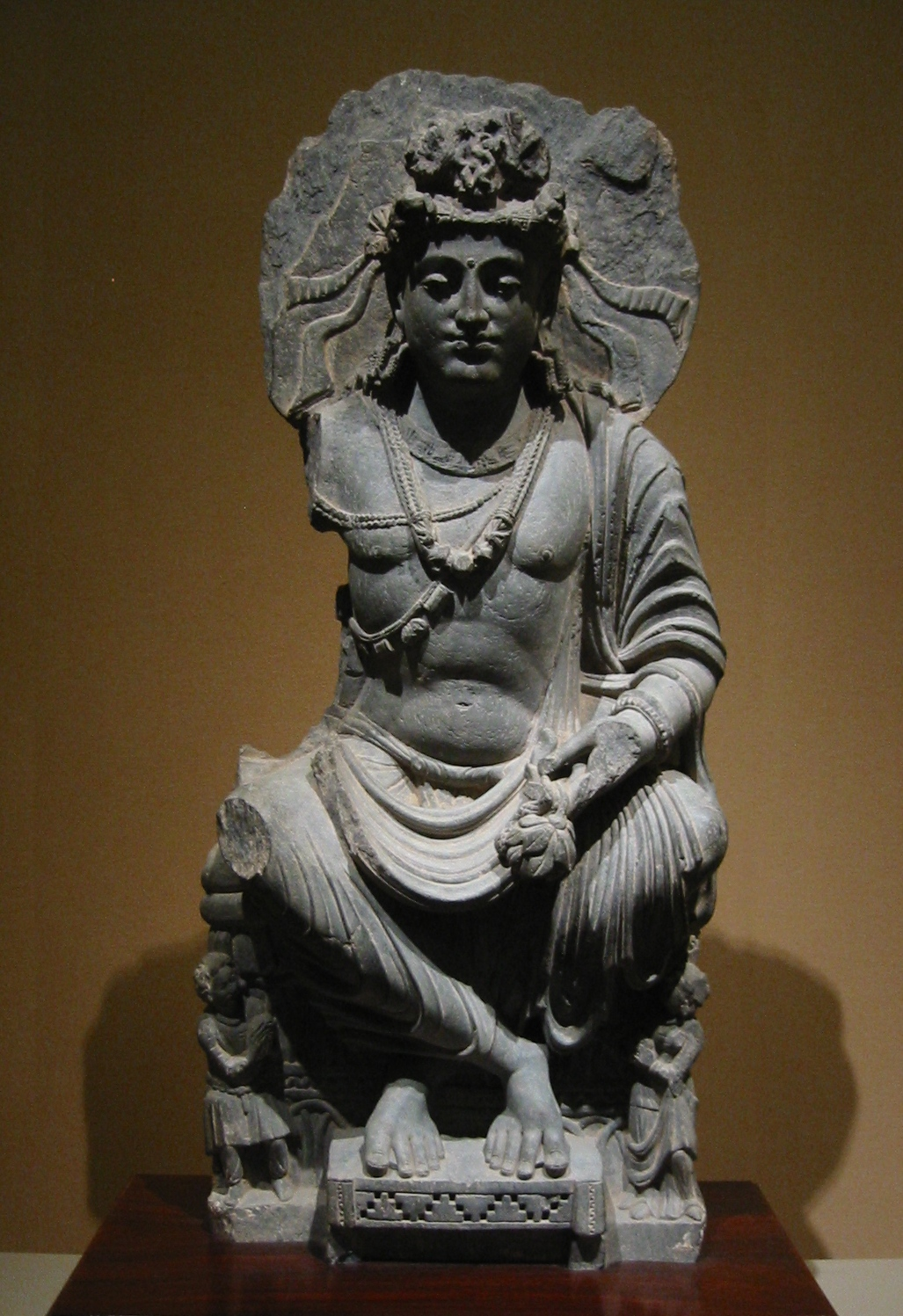
Майтрея с парой кушанских приверженцев. II век, Гандхара.
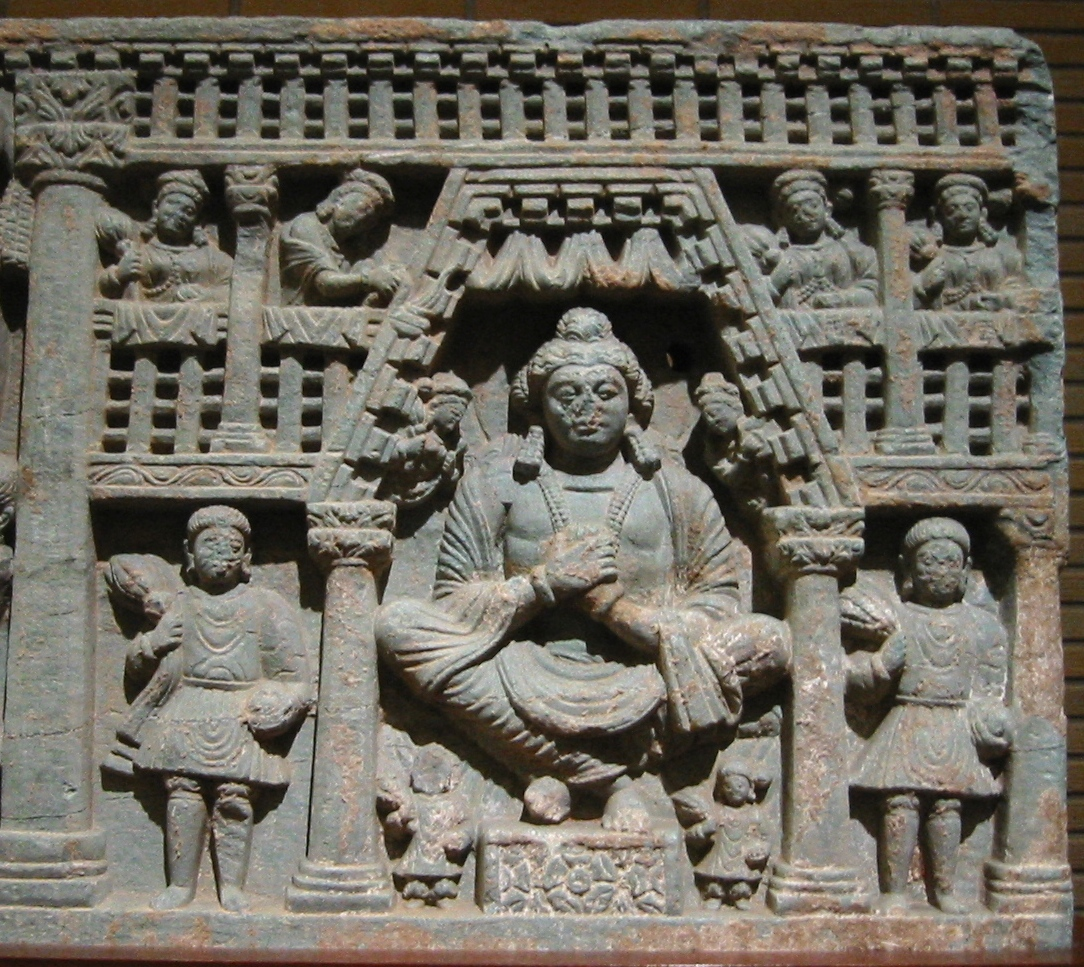
Майтрея с кушанскими приверженцами слева и справа. Гандхара, II век.
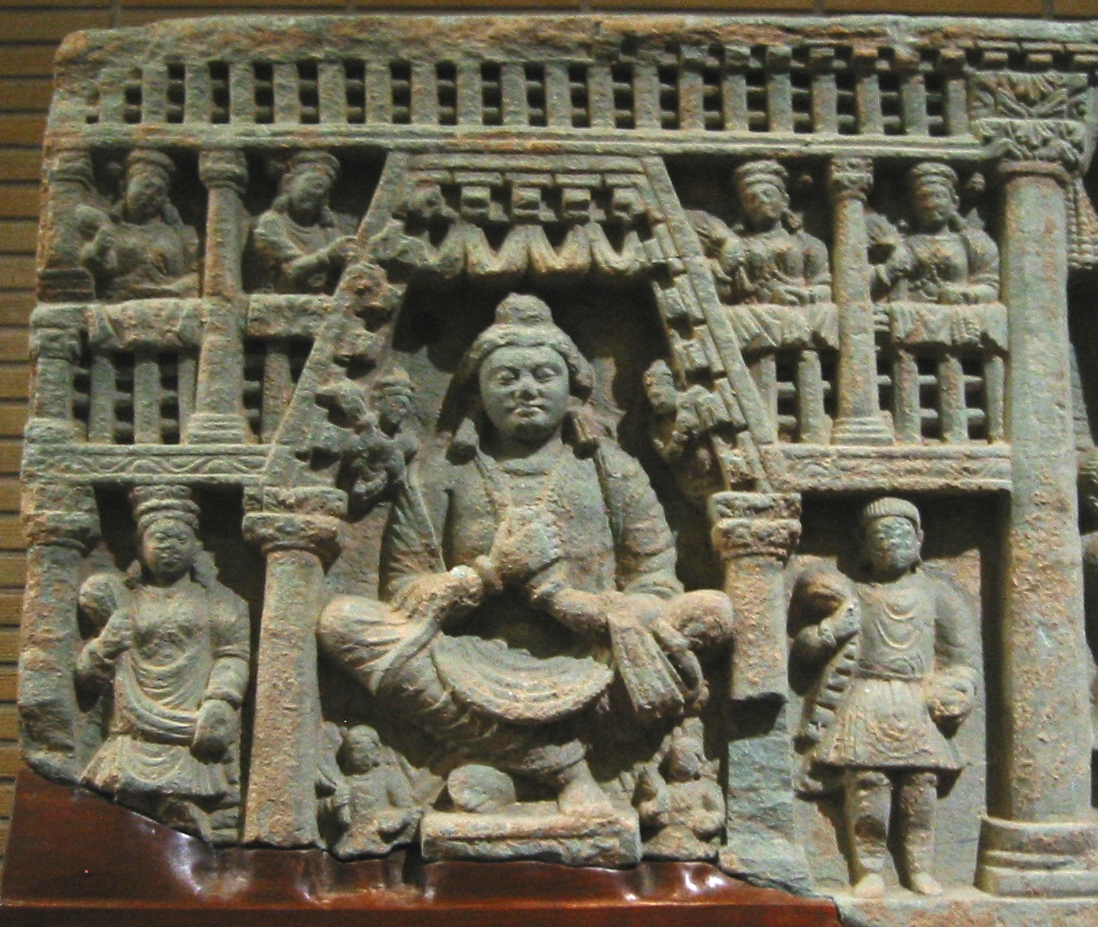
Майтрея с индийскими (слева) и кушанскими (справа) приверженцами.
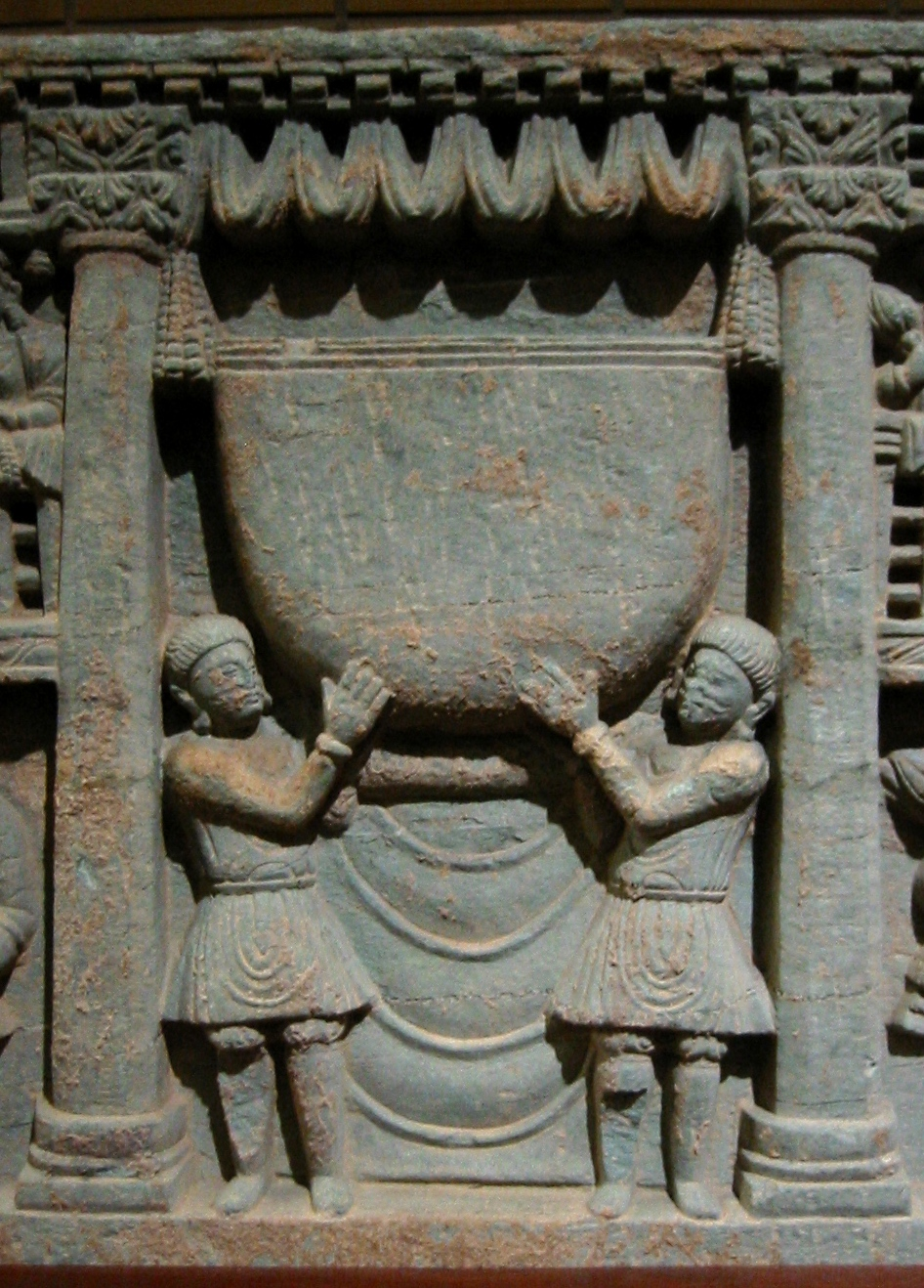
Кушаны поклоняются чаше Будды. Гандхара, II век.
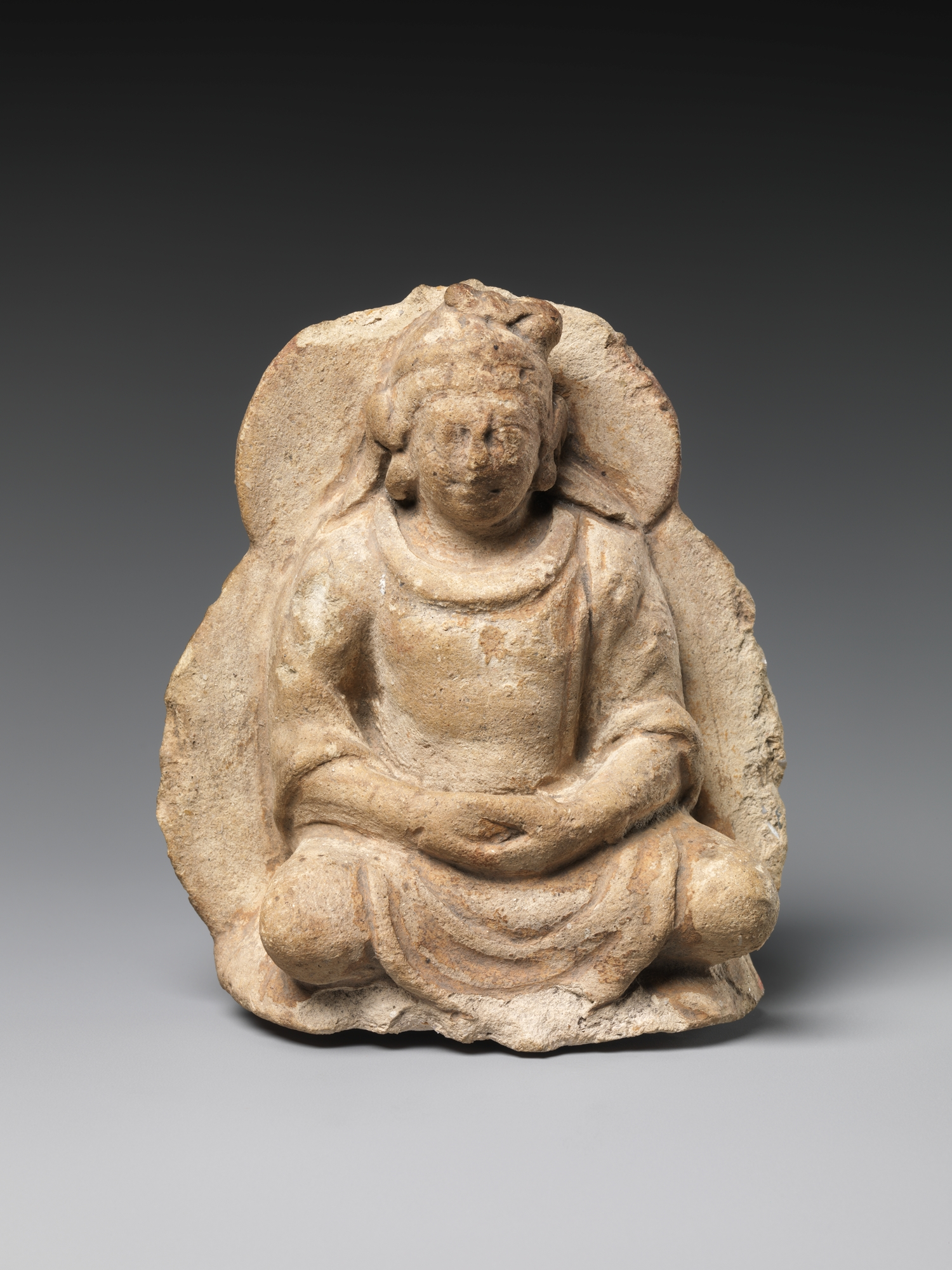
Сидящий Будда с ореолом и мандорлой. Гандхара, V-VI века.
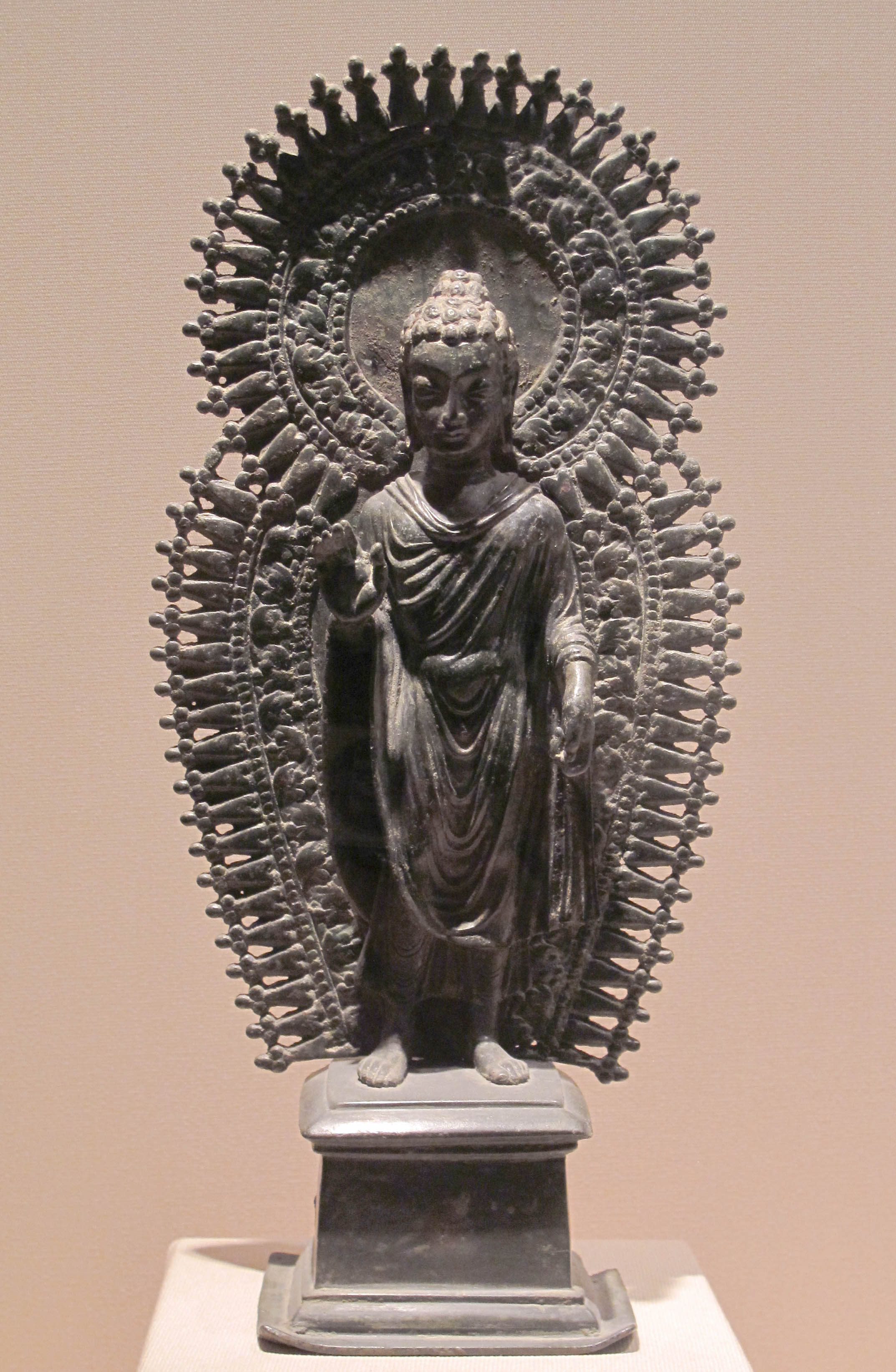
Будда с сияющей мандорлой. Гандхара, VI век.
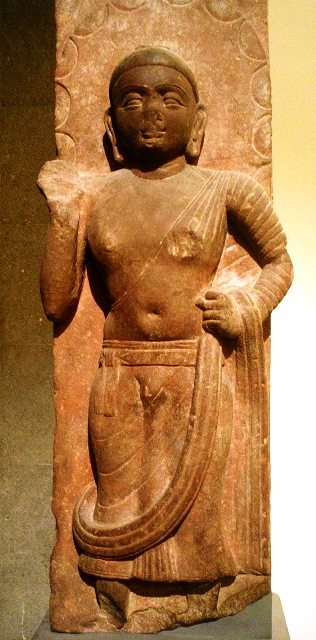
Бодхисаттва, II век, Матхура
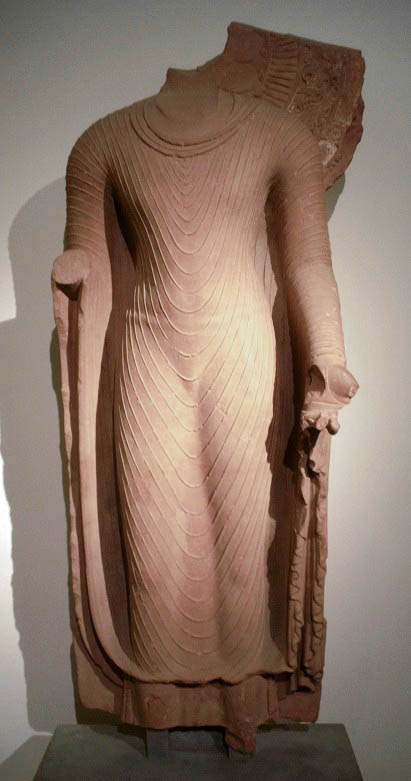
Будда периода Гуптов, V век, Матхура.
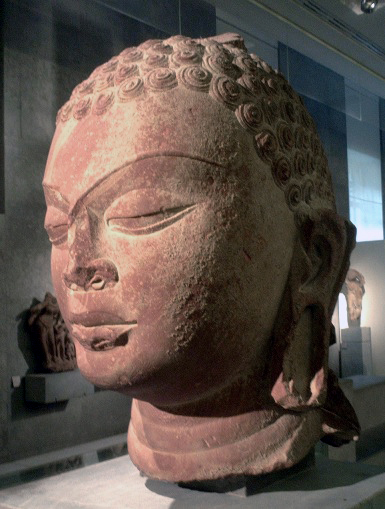
Голова Будды, период Гуптов, VI век.
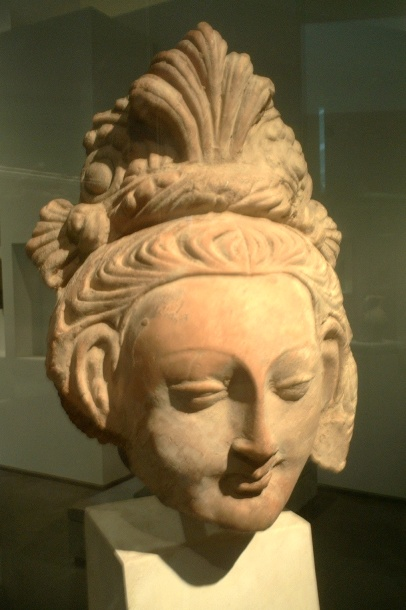
Голова бодхисаттвы, VI-VII век. Терракота, Тумшук (Синьцзян).
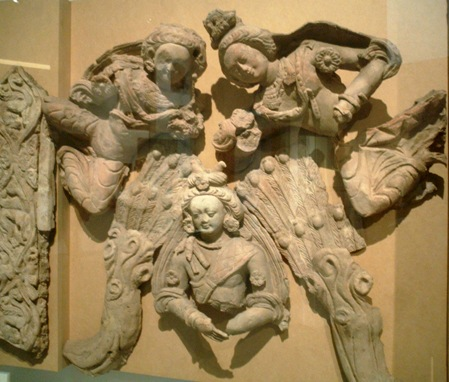
«Героический жест бодхисаттвы», VI-VII век. Терракота, Тумшук (Синьцзян).
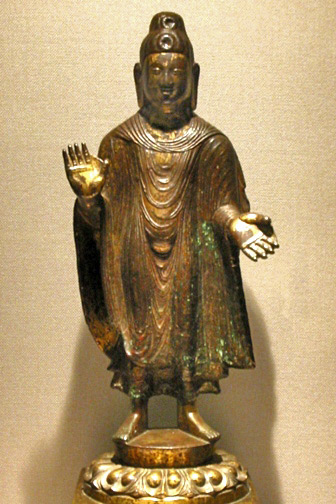
Будда Майтрея Северной Вэй, 443 г. н. э.
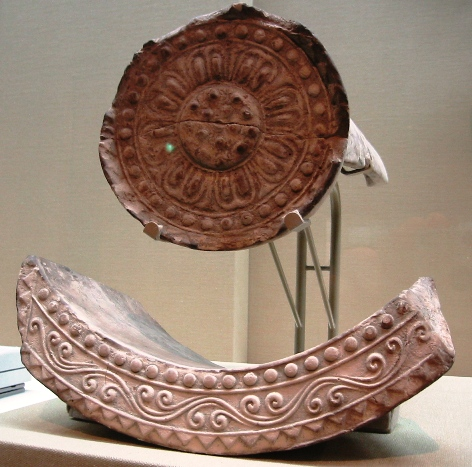
Храмовые плитки из Нары, VII век.
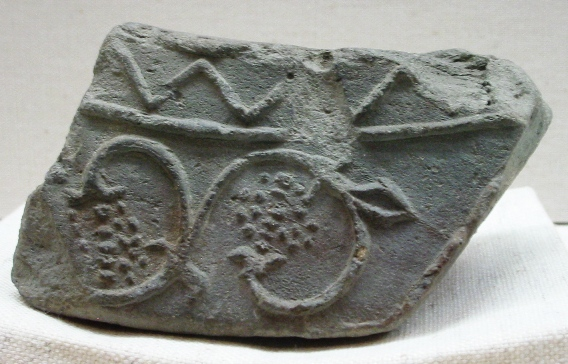
Свитки виноградной лозы и винограда из Нары, VII век.